# Höks tingslag
Höks tingslag var till 1948 ett tingslag i Hallands län i Hallands södra domsaga. Tingsplatsen var Tjärby före 1916, därefter Laholm.
Tingslaget omfattade Höks härad. 
Tingslaget uppgick 1948 i Hallands södra domsagas tingslag.